# Ctenodactylidae
Ctenodactylidae (tên thông thường tiếng Anh: gundi và comb rat) là một họ động vật có vú nhỏ sinh sống ở châu Phi. Chúng hiện diện tại những sa mạc đá dọc theo phần phía bắc châu lục này. Ctenodactylidae gồm có bốn chi còn sinh tồn với năm loài (Pectinator spekei, Felovia vae, Ctenodactylus vali, Ctenodactylus gundi và Massoutiera mzabi), cũng như nhiều chi và loài đã tuyệt chủng. Đây là một họ trong siêu họ Ctenodactyloidea. Chúng được các nhà tự nhiên học chú ý lần đầu tiên tại Tripoli năm 1774, và đã được đặt cho tên 'chuột gundi'.

## Đặc điểm
Gundi dài từ 17–18 cm, với cơ thể chắc nịch được phủ lông mềm, chân ngắn và mắt to. Chúng chỉ có bốn ngón ở mỗi chân. Gundi có đuôi ngắn, mà ở vài loài được phủ một đám lông lớn, giúp chúng giữ thăng bằng khi di chuyển trong môi trường nhiều đá và không bằng phẳng. Chúng ăn thực vật, ăn gần như tất cả các loài cây hiện hữu tại nơi sống. Như nhiều động vật sa mạc khác, gundi không uống, mà lấy tất cả lượng nước cần thiết từ thức ăn. Răng cửa thiếu lớp men cứng màu cam thường thấy ở nhiều gặm nhấm khác. Nha thức của gundi là: 
| 1.0.1-2.3 |
| 1.0.1-2.3 |

Con cái sinh ra hai con non một lứa, sau thời kỳ mang thai hai tháng. Vì sự cần thiết duy trì lượng nước trong cơ thể, gundi cái chỉ tiết một lượng sữa nhỏ, và con non hoàn toàn cai sữa khi bốn tuần tuổi.

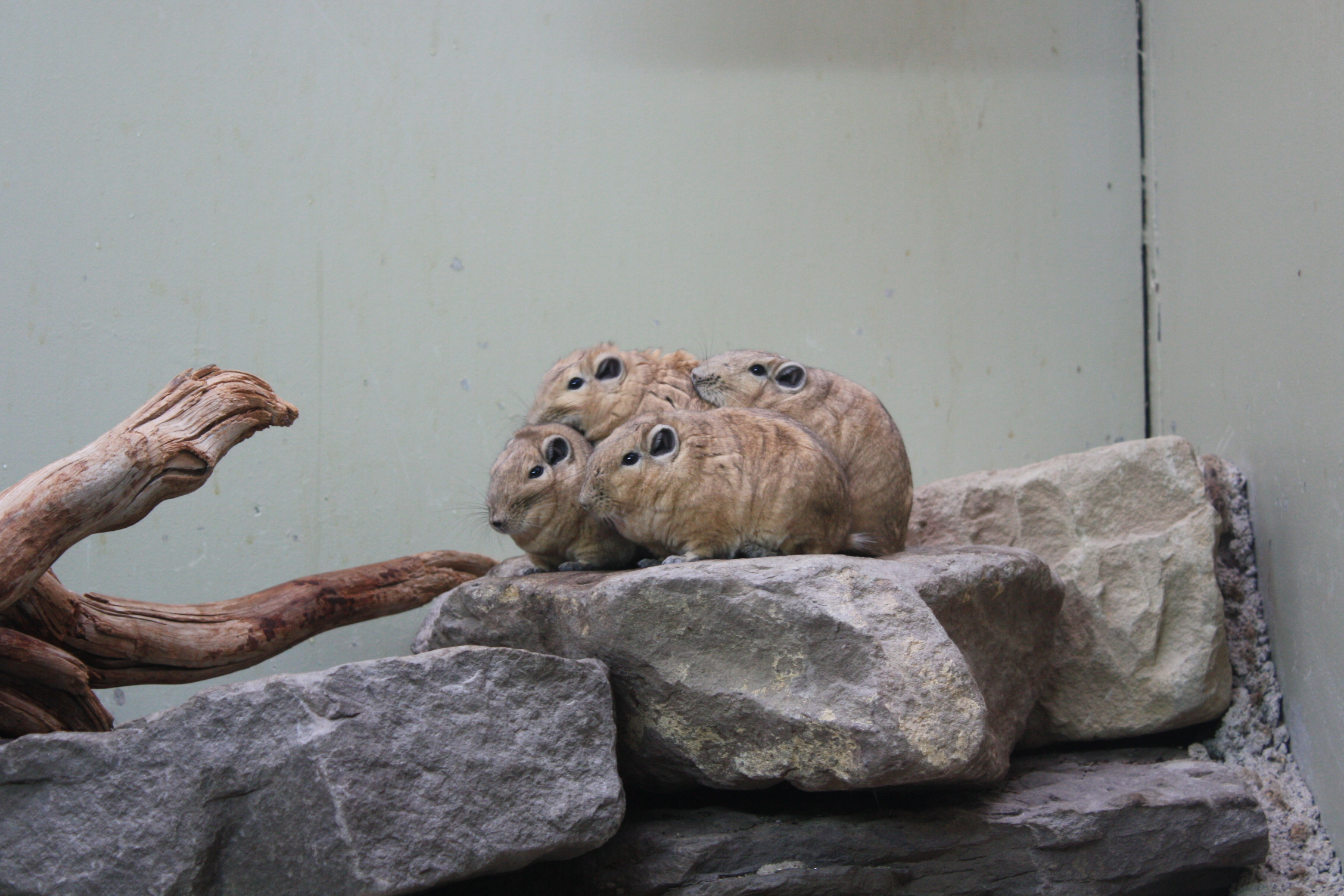
Bầy gundi.

Gundi sống theo bầy gồm tới hơn 100 cá thể, dù bầy thường nhỏ hơn nhiều tại nơi khan hiếm thức ăn. Chúng không đào hang lâu dài, mà chỉ trốn tại những khe đá vào ban đêm, hay vào buổi trưa khi nhiệt độ trở nên quá nóng. Chúng có giao tiếp âm thanh, với các tiếng kêu báo động và báo hiệu để bầy hợp lại với nhau.

## Tiến hóa
Theo một nghiên cứu trình tự DNA, tổ tiên của gundi tách khỏi tổ tiên của chuột núi Lào vào Tầng Lutetia, chừng 44 triệu năm trước (Tiền/Trung Eocen).